# Martin JRM Mars
O Martin JRM Mars foi um grande hidroavião americano (o maior durante a 2a.guerra mundial). A Marinha Americana desenvolveu o Martin Mars para patrulha no oceano.